# Оспедалетто-Лодіджано
Оспедалетто-Лодіджано (італ. Ospedaletto Lodigiano) — муніципалітет в Італії, у регіоні Ломбардія, провінція Лоді.
Оспедалетто-Лодіджано розташоване на відстані близько 440 км на північний захід від Рима, 45 км на південний схід від Мілана, 14 км на південь від Лоді.
Населення — 1895 осіб (2014).

## Демографія
Населення за роками:

Станом на 1 січня 2023 року в муніципалітеті офіційно проживало 347 іноземців з 33 країн, серед них 44 громадяни країн Євросоюзу та 8 громадян України.

## Сусідні муніципалітети
- Брембіо
- Казальпустерленго
- Ліврага
- Оріо-Літта
- Сенна-Лодіджана
- Сомалья